# Harles Bourdier
Harles Daniel Bourdier (14 de agosto de 1972) é um ex-futebolista profissional paraguaio que atuava como meia.

## Carreira
Harles Bourdier representou a Seleção Paraguaia de Futebol nas Olimpíadas de 1992.